# Cuarenta mártires de Inglaterra y Gales

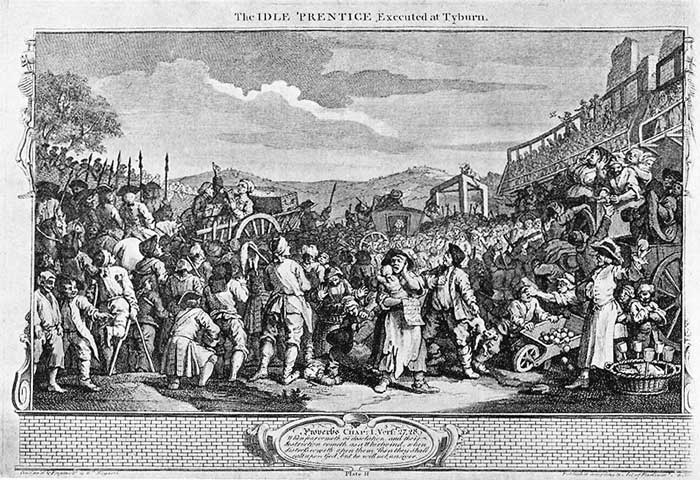
Muchos católicos fueron ajusticiados en el patíbulo de Tyburn, llamado el árbol de Tyburn.

Los Cuarenta Mártires de Inglaterra y Gales son un grupo de católicos, laicos y religiosos, hombres y mujeres, canonizados por Pablo VI el 25 de octubre de 1970, que resaltan de entre los que fueron ajusticiados entre el 20 de abril de 1534 (ejecución de Elizabeth Barton) y el 1 de julio de 1681 (ejecución de Oliver Plunkett arzobispo de Armagh), con ocasión de la disputa teológica y política habida por los reyes de Inglaterra y Gales con el Papado.
Ellos forman parte de las 600 personas de los que se solicitó su beatificación en 1874 por el cardenal Manning, 216 de ellos ejecutados entre (1536-1538) por su oposición a la disolución de los monasterios y su participación en la Peregrinación de Gracia.En 1886 la Santa Sede, publicó una lista donde se nombraba 359 mártires.

## Métodos de tortura
Múltiples procedimientos de tortura fueron aplicados como ser Ahorcado, arrastrado y descuartizado, en el potro (instrumento de tortura), aplastado lentamente, destripado, ejecutado, ejecución controlada, colgados, decapitación, encarcelados, desnutrición, o en la hija del carroñero.
Entre los martirizados se encuentran Santa Margarita Ward, San Edmundo Campion, biografiado por Evelyn Waugh y San Enrique Morse. ocho de ellos fueron ejecutados en Tyburn, unos más en Londres. 

## Beatificación
Su fiesta se celebra conjuntamente el 25 de octubre.
Seis sacerdotes (destacando Guillermo Dean) y dos laicos ajusticiados en Londres el 28 de agosto de 1588 fueron beatificados el 15 de diciembre de 1929 por el papa Pío XI.
El 22 de noviembre de 1987, el Papa Juan Pablo II beatificó a otros 85 mártires de Inglaterra y Gales también ejecutados. Entre ellos Guillermo Carter, Robert Nutter y Guillermo Sotherne. Otros cuatro mártires de Oaten Hill han sido beatificados, así como Ocho mártires de Londres.

## Lista de mártires
| - San Juan Almond - San Edmundo Arrowsmith - San Ambrosio Barlow - San Juan Boste - San Alejandro Briant - San Edmundo Campion - Santa Margarita Clitherow - San Felipe Evans - Santo Tomás Garnet - San Edmundo Gennings - San Ricardo Gwyn - San Juan Houghton - San Felipe Howard - San Juan Jones | - San Juan Kemble - San Lucas Kirby - San Roberto Lawrence - San David Lewis - Santa Ana Line - San Juan Lloyd - San Cutberto Mayne - San Enrique Morse - San Nicolás Owen - San Juan Payne - San Poliodoro Plasden - San Juan Plessington - San Ricardo Reynolds - San Juan Rigby | - San Juan Roberts - San Albano Roe - San Rodolfo Sherwin - San Roberto Southwell - San Juan Southworth - San Juan Stone - San Juan Wall - San Enrique Walpole - Santa Margarita Ward - San Agustín Webster - San Swithun Wells - San Eustacio White |

Dos templos en honor a los mártires han sido denominados en su nombre: Catedral de Nuestra Señora y San Felipe Howard en Arundel, así como la iglesia católica de nuestra Señora y los mártires inglesesen Cambridge.

## Tyburn
Tyburn es universalmente conocido para referirse a la ubicación principal de las célebres ejecuciones por la horca que tenían un diseño particular, y que fueron empleadas a través de los siglos para ejecutar a los católicos desde 1535 hasta 1681 cerca de Londres. Fue una pequeña aldea situada en el condado de Middlesex, Inglaterra, cerca de la ubicación actual del Marble Arch. El nombre de este poblado proviene de los dos riachuelos, afluentes del río Támesis. 